# Limacinoidea
Limacinoidea Gray, 1840 è una superfamiglia di molluschi gasteropodi marini dell'ordine Pteropoda.

## Biologia
Questi molluschi, dotati di una conchiglia di aragonite, rivestono un ruolo importante nel ciclo del carbonio, legando l'anidride carbonica atmosferica e dell'acqua marina sotto forma di carbonato di calcio. In virtù di tale caratteristica, tali organismi risultano notevolmente vulnerabili al processo di acidificazione degli oceani.

## Tassonomia
La superfamiglia comprende le seguenti famiglie:
- Heliconoididae Rampal, 2019
- Limacinidae Gray, 1840
- Thieleidae Rampal, 2019